# Sarkom
Sarkom (från grekiskans σάρξ, sarx, "kött") avser elakartade (maligna) tumörer i stödjevävnaden. De har sitt ursprung i mesenchymala celler.
Det finns ungefär 100 olika sorters sarkom och beroende på från vilken typ av vävnad den bildats ur får den olika benämningar. En grov indelning är mjukdelssarkom och skelettsarkom. De har i sin tur olika undergrupper, exempelvis:
- Fibrosarkom ur bindväv
- Lymfosarkom ur lymfkörtlar
- Retikelcellsarkom ur celler tillhörande det retikuloendoteliala systemet[förtydliga]
- Liposarkom ur fettceller
- Osteosarkom ur ben
- Synovialsarkom uppstår nära leder i arm och ben
- Angiosarkom uppstår i blodkärlens väggar
- Leiomyosarkom i glatt muskulatur

Endast 1 procent av diagnostiserade cancerfall gäller sarkom.

## Behandling
Den vanligaste behandlingen är kirurgi, men beroende på vilken typ av sarkom kan även strålbehandling och cellgifter vara aktuellt.